# 산호해

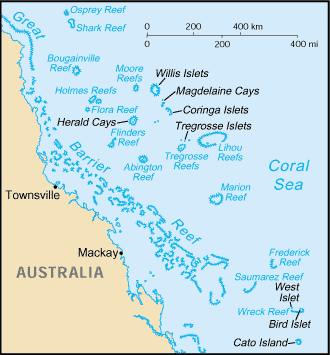
산호해 (코럴해)

산호해(珊瑚海) 또는 코럴해(Coral Sea)는 오스트레일리아 북동부에 인접한 바다이다. 산호해라는 이름은 산호초 지대인 그레이트배리어리프에서 유래되었다.

## 같이 보기
- 산호해 해전
- 산호해 제도